# Tariat járás
Tariat járás (mongol nyelven: Тариат сум) Mongólia Észak-Hangáj tartományának egyik járása. Területe 3800 km². Népessége kb. 5086 fő.

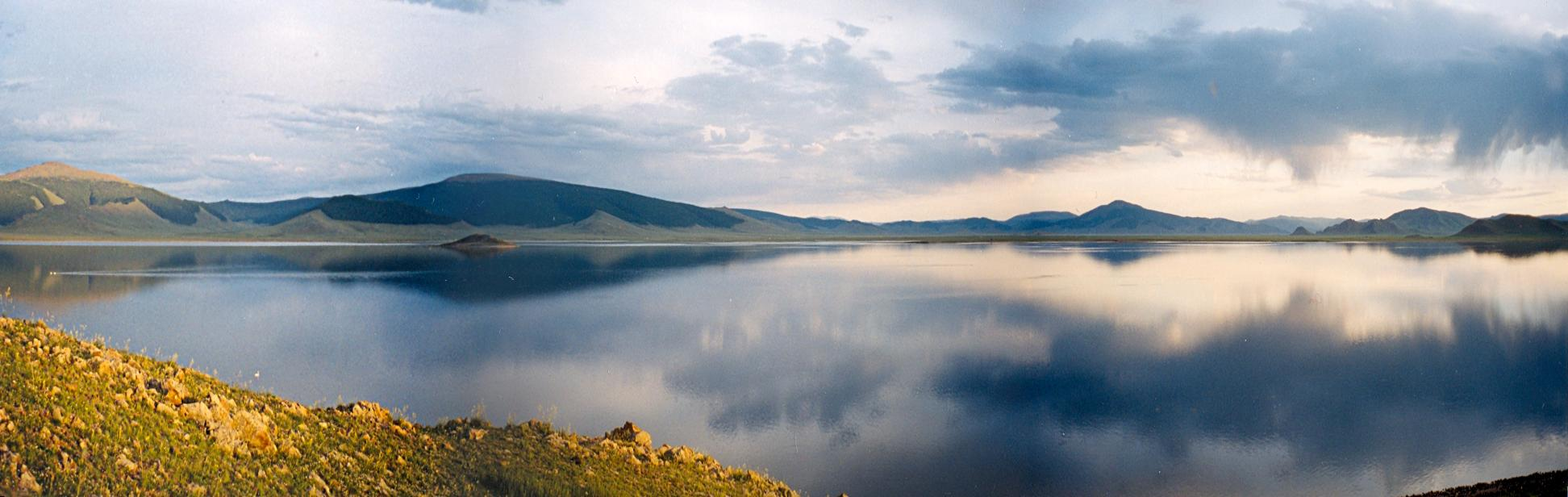
A Terhijn-Cagán-núr

Székhelye Horgo (Хорго), mely 166 km-re fekszik Cecerleg tartományi székhelytől.
A járásban található a Horgo (Menedék) elnevezésű természetvédelmi terület a 16 km hosszú, több mint 2000 m tengerszint feletti magasságban elterülő Terhijn-Cagán-núr nevű tóval.